# Raïssa Smetànina
Raïssa Petrovna Smetànina (Mokhtxa, Unió Soviètica, 29 de febrer del 1952) és una esquiadora de fons russa, una de les millors esportistes de tots els temps, ja que fou la primera dona a guanyar 10 medalles olímpiques, fita que assolí en cinc participacions olímpiques.

## Biografia
Va néixer el 29 de febrer de 1952 a la ciutat de Mokhtxa, població situada a la República de Komi, que en aquell moment formava part de la Unió Soviètica i que avui en dia forma part de la Federació Russa.
El 1984 fou guardonada amb l'Orde de l'Amistat dels Pobles.

## Carrera esportiva
Incicià la pràctica de l'esquí de fons el 1967, entrant a formar part de l'equip soviètic el 1972. El 1976 participà en els Jocs Olímpics d'hivern realitzats a Innsbruck (Àustria) on aconseguí guanyar la medalla d'or en les proves de 10 km i relleus 4x5 quilòmetres amb l'equip soviètic a més de guanyar la medalla de plata en la prova de 5 quilòmetres. En els Jocs Olímpics d'Hivern de 1980 realitzats a Lake Placid (Estats Units) aconseguí guanyar la medalla d'or en la prova de 5 quilòmetres i la medalla de plata en la de relleus 4x5 km, finalitzant així mateix en quarta posició en la prova de 10 quilòmetres. En els Jocs Olímpics d'Hivern de 1984 realitzats a Sarajevo (Iugoslàvia) guanyà dues medalles de plata en les proves de 10 i 20 quilòmetres, a més de finalitzar onzena en els 5 km i quarta en la de relleus 4x5 quilòmetres. En els Jocs Olímpics d'Hivern de 1988 realitats a Calgary (Canadà) aconseguí guanyar la medalla de plata en la prova de 10 km i la medalla de bronze en la de 20 km, a més de finalitzar desena en els 5 quilòmetres. La seva última participació olímpica fou el 1992 en els Jocs Olímpics d'hivern realitzats a Albertville (França) on, sota representació de l'Equip Unificat-CEI aconseguí guanyar la medalla d'or en la prova de relleus 4x5 km i finalitzà quarta en la prova de 15 quilòmetres a l'edat de 39 anys.
Al llarg de la seva carrera esportiva en el Campionat del Món d'esquí nòrdic ha aconseguit guanyar quatre medalles d'or, tres medalles de plata i quatre medalles de bronze en les diferents especialitats disputades.